# Pam Grier
Pour les articles homonymes, voir Grier.
Pamela Suzette Grier, dite Pam Grier, est une actrice américaine, née le 26 mai 1949 à Winston-Salem, Caroline du Nord (États-Unis).

## Biographie

### Jeunesse & enfance
Pam Suzette Grier naît le 26 mai 1949 à Winston-Salem, Caroline du Nord (États-Unis). Elle grandit en Europe sur les différentes bases militaires où travaille son père, mécanicien de l'US Air Force, avant de rentrer vers 16 ans à Denver (Colorado). Pam Grier a des origines afro-américaines par son père et cheyennes par sa mère, mais trouve aussi dans sa famille des ancêtres latino-américains, chinois et philippins.
Elle est découverte par l'agent hollywoodien Dave Baumgarten lors des concours de miss auxquels elle participe. Partie pour Hollywood, elle travaille comme standardiste pour l'American International Pictures (AIP) tout en prenant des cours d'art dramatique.

### Carrière
Russ Meyer lui donne son premier rôle dans le film La Vallée des plaisirs mais c'est le metteur en scène de série B Roger Corman qui l'a lancée en la retenant pour le casting de deux de ses films "Women in prison" : The Big Doll House (1971) et The Big Bird Cage (1972).
Lors de l'apparition des premiers films afro-américains dans le début des années 1970, exploitant l'art, la musique, la culture populaire et la religiosité de cette communauté dans un genre appelé Blaxploitation (Black + exploitation), elle devient une des icônes du genre, jouant des rôles hauts en couleur mais relativement interchangeables, dans des films tels que Coffy, la panthère noire de Harlem (1973) et Foxy Brown (1974), où elle est une seconde et troisième fois sous la direction de Jack Hill.
Elle y assure elle-même les cascades et éclipse parfois les rôles masculins. Elle disparaît des écrans avec la fin de ce type de productions.
Elle réussit cependant à revenir progressivement sur le devant de la scène dans les années 1980, avec des rôles tels que ceux d'une prostituée droguée dans Le Policeman (1981), une sorcière dans La Foire des ténèbres (1983), des apparitions régulières dans la série policière télévisée Deux Flics à Miami en 1985, la partenaire du détective de Steven Seagal dans Nico (1988) et des apparitions occasionnelles dans le Cosby Show et le Prince de Bel-Air. C'est à cette époque qu'elle lutta aussi contre le cancer.
Au début des années 1990, elle est présente dans trois films Class of 1999 de Mark L. Lester (1990), Les Folles Aventures de Bill et Ted de Peter Hewitt (1991) et La Revanche de Jesse Lee (Posse) de Mario Van Peebles (1993)
En 1996, elle revient au cinéma après trois ans d'absence dans les films Los Angeles 2013 de John Carpenter et Mars Attacks ! de Tim Burton.
Elle retrouve un premier rôle féminin en 1997 grâce à Quentin Tarantino en incarnant l'hôtesse de l'air Jackie Brown dans le film du même nom. Cette même année, elle tourne dans deux autres longs métrages : Fakin' Da Funk et Strip Search.
L'année suivante, elle tourne à la télévision dans Minus et Cortex où elle prête sa voix et Linc's, où elle restera pendant deux ans. En 2000, elle revient au cinéma dans Jour blanc et Wilder. Mais c'est en 2001, qu'elle se retrouve à l'affiche de quatre films Taxis pour cible, Ghosts of Mars (où elle retrouve pour la deuxième fois John Carpenter), Bones et Love the Hard Way
En 2002, elle apparaît lors d'un épisode de Les Nuits de l'étrange et prête sa voix à la série d'animation La Ligue des justiciers. Au cinéma, elle est présente dans les films Baby of the Family et Pluto Nash.

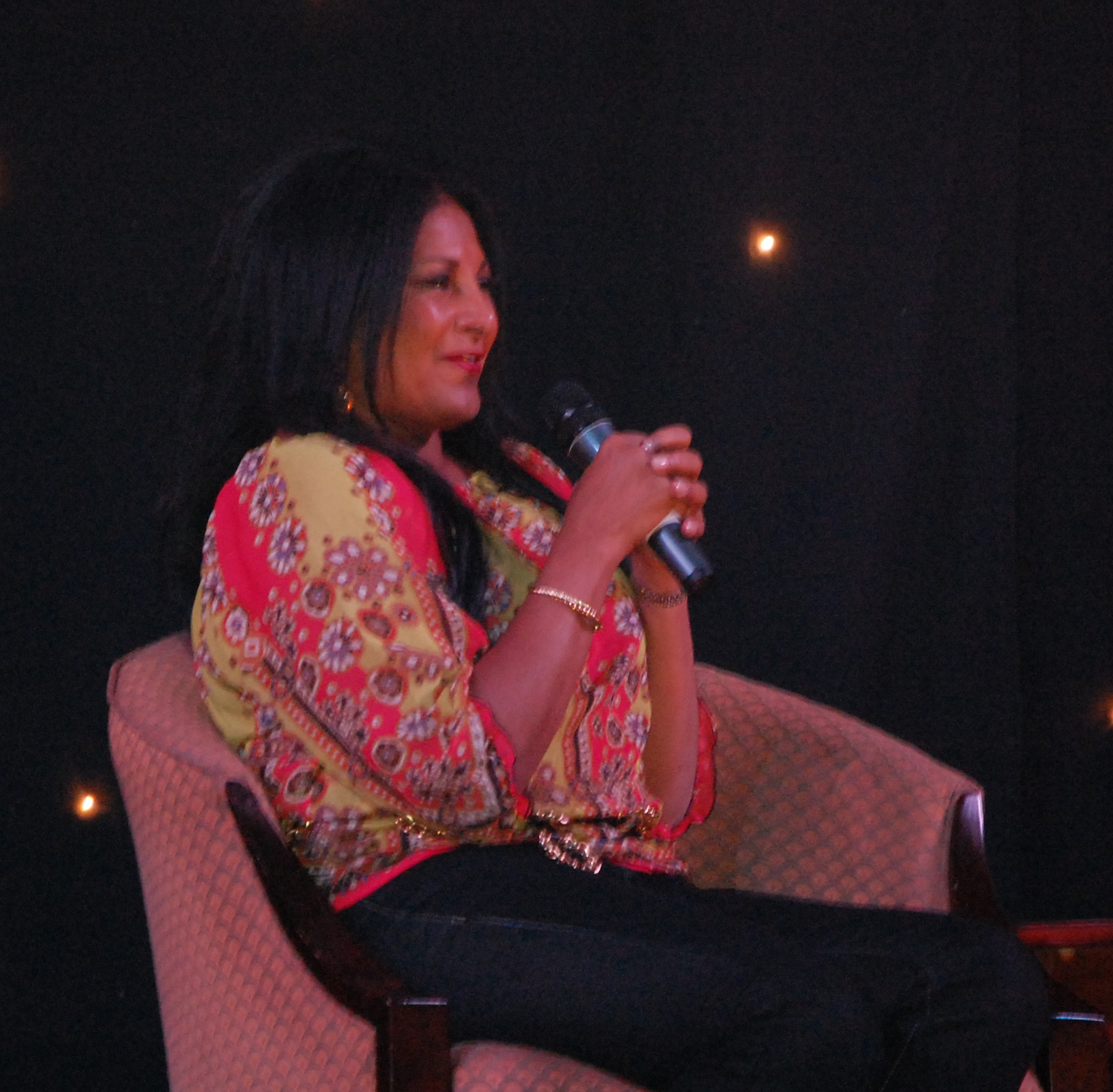
Pam Grier au Norbreck Castle Hotel pour une convention de fans de la série The L Word, en 2009.

En 2004, elle obtient un des rôles principaux de la série The L Word (2004 - 2009), où elle incarne Kit Porter. Après la fin de la série, on la retrouve dans Smallville où elle tient le rôle récurrent d'Amanda Waller, une des ennemies de Superman. Toujours en 2010, elle revient également au cinéma dans les films Love & Game (Just Wright) de Sanaa Hamri et The Invited de Ryan McKinney.
Entre 2011 et 2013, elle tourne uniquement au cinéma, dans un seul film chaque année : Il n'est jamais trop tard réalisé par Tom Hanks, L'Homme aux poings de fer de RZA, Woman Thou Art Loosed : On the 7th Day de Neema Barnette et Mafia de Ryan Combs.
En 2017, elle revient sur les écrans après deux ans d'absence (sa dernière apparition remonte à 2015 dans le téléfilm Cleveland Abduction) dans les films Bad Grandmas et Being Rose.
Elle reçoit le prix Machine du Temps (Premio Màquina del Temps) pour sa carrière au Festival international du film de Catalogne 2018. Cette même année, elle joue dans un épisode de This Is Us.
En 2019, elle revient pour un deuxième épisode de This Is Us, elle joue également dans le téléfilm A Christmas Wish (avec Hilarie Burton et Tyler Hilton) et la série Bless This Mess (jusqu'à l'année suivante) avec Lake Bell (également co-créatrice) et Dax Shepard. La série est annulée en 2020, après deux saisons.

## Filmographie

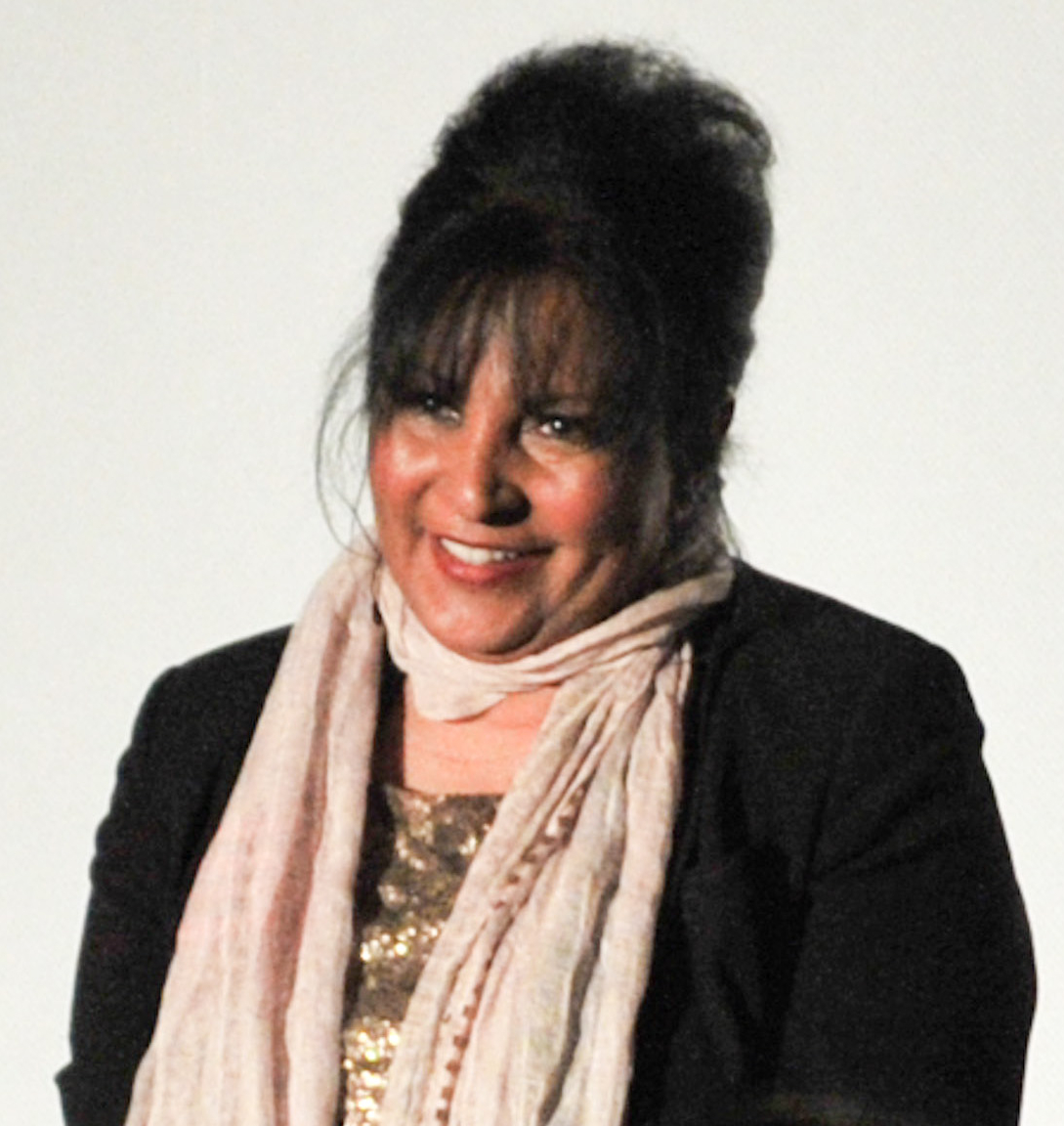
Pan Grier en 2012.

### Cinéma
- 1970 : Orgissimo (Beyond the Valley of the Dolls) de Russ Meyer : une femme
- 1971 : The Big Doll House de Jack Hill : Grear
- 1971 : Femmes en cages (Women in Cages) de Gerardo de León : Alabama
- 1972 : Black Mama, White Mama d'Eddie Romero : Lee Daniels
- 1972 : The Big Bird Cage de Jack Hill : Blossom
- 1972 : Cool Breeze de Barry Pollack : Mona
- 1972 : Hitman le créole de Harlem (Hit Man) de George Armitage : Gozelda
- 1973 : Coffy, la panthère noire de Harlem (Coffy) de Jack Hill : Coffy
- 1973 : Scream Blacula Scream de Bob Kelljan : Lisa Fortier
- 1973 : The Twilight People d'Eddie Romero : Ayesa, la femme panthère
- 1974 : La Révolte des gladiatrices (The Arena) de Steve Carver : Mamawi
- 1974 : Foxy Brown de Jack Hill : Foxy Brown
- 1975 : Sheba, Baby de William Girdler : Sheba Shayne
- 1975 : Bucktown d'Arthur Marks : Aretha
- 1975 : Friday Foster d'Arthur Marks : Friday Foster
- 1976 : L'Enfer des mandingos (Drum) de Steve Carver : Regine
- 1977 : L'aguicheuse (La Notte dell'alta marea) de Luigi Scattini : Sandra
- 1977 : Greased Lightning de Michael Schultz : Mary
- 1981 : Le Policeman (Fort Apache the Bronx) de Daniel Petrie : Charlotte
- 1983 : La Foire des ténèbres (Something Wicked This Way Comes) de Jack Clayton : Dust Witch
- 1983 : La Force de vaincre (Tough Enough) de Richard Fleischer : Myra
- 1985 : Stand Alone d'Alan Beattie : Cathryn Bolan
- 1986 : On the Edge de Rob Nilsson : Cora
- 1986 : Vindicator (The Vindicator) de Jean-Claude Lord : Hunter
- 1987 : La Fête à tout prix (The Allnighter) de Tamar Simon Hoffs : Sergent McLeesh
- 1988 : Nico (Above the Law) d'Andrew Davis : Delores "Jacks" Jackson
- 1989 : Opération Crépuscule (The Package) d'Andrew Davis : Ruth Butler
- 1990 : Class of 1999 de Mark L. Lester : Mme Connors
- 1991 : Les Aventures de Bill et Ted (Bill & Ted's Bogus Journey) de Peter Hewitt : Mme Wardroe
- 1993 : La Revanche de Jesse Lee (Posse) de Mario Van Peebles : Phoebe
- 1995 : Serial Killer de David Pierre : capitaine Maggie Davis
- 1996 : Los Angeles 2013 (Escape from L.A.) de John Carpenter : Hershe Las Palmas
- 1996 : Mars Attacks ! de Tim Burton : Louise Williams
- 1996 : Original Gangstas de Larry Cohen : Laurie Thompson
- 1997 : Jackie Brown de Quentin Tarantino : Jackie Brown
- 1997 : Fakin' Da Funk de Timothy A. Chey : Annabelle Lee
- 1997 : Strip Search de Rod Hewitt : Janette
- 1999 : Fortress 2 : Réincarcération (Fortress 2) de Geoff Murphy : Susan Mendenhall
- 1999 : Jawbreaker de Darren Stein (en) : détective Vera Cruz
- 1999 : Gangsta Cop (In Too Deep) de Michael Rymer : détective Angela Wilson
- 1999 : Holy Smoke de Jane Campion : Carol
- 1999 : No Tomorrow de Master P : Diane
- 2000 : Jour blanc (Snow Day) de Chris Koch : Tina
- 2000 : Wilder de Rodney Gibbons : Detective Della Wilder
- 2001 : Taxis pour cible (3 A.M.) de Lee Davis : George
- 2001 : Ghosts of Mars de John Carpenter : commandant Helena Braddock
- 2001 : Bones d'Ernest R. Dickerson : Pearl
- 2001 : Love the Hard Way de Peter Sehr : détective Linda Fox
- 2002 : Baby of the Family de Jonee Ansa : Mme Williams
- 2002 : Pluto Nash (The Adventures of Pluto Nash) de Ron Underwood : Flura Nash
- 2005 : Back in the Day de James Hunter : Mme Cooper
- 2010 : Love & Game (Just Wright) de Sanaa Hamri : Janice Wright
- 2010 : The Invited de Ryan McKinney : Zelda
- 2011 : Il n'est jamais trop tard (Larry Crowne) de Tom Hanks : Frances
- 2012 : L'Homme aux poings de fer (The Man with the Iron Fists) de RZA : Jane
- 2012 : Woman Thou Art Loosed : On the 7th Day de Neema Barnette : détective Barrick
- 2013 : Mafia de Ryan Combs : James Womack
- 2017 : Bad Grandmas de Srikant Chellappa : Coralee
- 2017 : Being Rose de Rod McCall : Lily
- 2019 : Pom-Pom Ladies (Poms) de Zara Hayes : Olive
- 2023 : Simetierre : Aux origines du mal (Pet Sematary: Bloodlines) de Lindsey Beer : Marjorie

### Télévision

#### Séries télévisées
- 1979 : Racines 2 (Roots : The Next Generations) : Francey
- 1980 : La croisière s'amuse (The Love Boat) : Cynthia Wilbur
- 1986 / 1989 : Tribunal de nuit (Night Court) : Benet Collins
- 1987 : Cosby Show (The Cosby Show) : Samantha
- 1988 : Les Incorruptibles de Chicago (Crime Story) : Suzanne Terry
- 1988 : Frank's Place : Neema Sharone
- 1989 : Jack Killian, l'homme au micro (Midnight Caller) : Susan Province
- 1990 : Deux Flics à Miami (Miami Vice) : Valerie Gordon
- 1990 : Côte Ouest (Knots Landing) : lieutenant Guthrie
- 1991 : Monsters : Matilde
- 1992 : Pacific Station : Grace Ballard
- 1994 : Le Prince de Bel-Air (The Fresh Prince of Bel-Air) : Janice Robertson
- 1994 : The Sinbad Show : Lynn Montgomery
- 1995 : The Marshal : Major Vanetta Brown
- 1996 : Les Frères Wayans (The Wayans Bros.) : Erica
- 1996 : Sparks : Mme Grayson
- 1998 : Minus et Cortex (Pinky and the Brain) : Julie Auburn (voix)
- 1998 - 2000 : Linc's : Eleanor Braithwaite Winthrop
- 1999 : La Famille Delajungle (The Wild Thornberrys) : Mère Springbok (voix)
- 1999 : For Your Love : Brenda
- 1999 : Happily Ever After: Fairy Tales for Every Child : un empereur
- 2001 : Strange Frequency
- 2002 : Les Nuits de l'étrange (Night Visions) : Dr. Lewis
- 2002 : La Ligue des justiciers (Justice League) : My'ria'h (voix)
- 2002-2003 : New York, unité spéciale (saison 4, épisodes 5 et 15) : l'avocate Claudia Williams
- 2004 - 2009 : The L Word : Kit Porter
- 2010 : Smallville : Amanda Waller
- 2018 - 2019 : This Is Us : la grand-mère de Déjà
- 2019 - 2020 : Bless This Mess : Constance

#### Téléfilms
- 1985 : La griffe de l'assassin (Badge of the Assassin) de Mel Damski : Alexandra "Allie" Horn
- 1992 : A Mother's Right : The Elizabeth Morgan Story de Linda Otto : Linda Holman
- 1996 : Family Blessings de Nina Foch et Deborah Raffin : Mme Quincy
- 1999 : Hayley Wagner, Star de Nell Scovell : Sam
- 2001 : Les racines du destin (The feast of All Saints) de Peter Medak : Suzette Lermontant
- 2003 : Le Tueur des nuits de noces (1st to Die) de Russell Mulcahy : Claire Washburn
- 2008 : Bricolage et remue-ménage (Ladies of the House) de James A. Contner : Birdie
- 2015 : Cleveland Abduction d'Alex Kalymnios : Carla
- 2019 : Un baiser pour Noël (A Christmas Wish) d'Emily Moss Wilson : Mary

### Jeux vidéo
- 2016: Call of Duty: Infinite Warfare (Zombies): Pam Grier

## Distinctions

### Nominations
- 1998 : Screen Actors Award de la meilleure actrice dans Jackie Brown
- 1998 : Satellite Award de la meilleure actrice pour la catégorie Musical/Comédie dans Jackie Brown
- 1998 : Image Award de la meilleure actrice dans Jackie Brown
- 1998 : Golden Globe Award de la meilleure actrice pour la catégorie Musical/Comédie dans Jackie Brown
- 1999 : Image Award de la meilleure actrice dans Linc's
- 2000 : Image Award de la meilleure actrice dans Linc's
- 2000 : Emmy Award de la meilleure chanson dans Happily Ever After: Fairy Tales for Ever Child
- 2002 : Image Award de la meilleure actrice dans 3 a.m.
- 2002 : Black Reel Award de la meilleure actrice dans Bones
- 2003 : Image Award de la meilleure actrice de second rôle dans New York, unité spéciale
- 2004 : Image Award de la meilleure actrice de second rôle dans New York, unité spéciale
- 2005 : Image Award de la meilleure actrice de second rôle dans The L Word
- 2006 : Image Award de la meilleure actrice de second rôle dans The L Word